# Nienbrügge (Hamm)
Nienbrügge hießen eine Burg (Novus Pons) und eine Stadt nordwestlich der heutigen Innenstadt von Hamm.

## Lage
Die Burg Nienbrügge erhob sich am Nordufer der Lippe, und zwar in etwa nördlich des heutigen Hafens der Stadt Hamm.
Die Stadt Nienbrügge befand sich südlich der Lippe, ungefähr im Bereich des Hafenamtes und der Hauptwache der Feuerwehr an der Hafenstraße 45 in Hamm. Sie war mit der Burg durch eine Holzbrücke über die Lippe verbunden. Neben dieser Holzbrücke verlief eine der größten Steinbrücken jener Zeit, die ab etwa 1202 als Zollbrücke mit Stapelplatz die Handelswege zwischen Nord und Süd verkürzte.
Der mutmaßliche Standort der Burg Nienbrügge ist heute mit Flur Borgstätte bezeichnet. Bereits auf einer Karte des 16. Jahrhunderts findet sich der Beleg Borchstedde für besagtes Areal, wie Eggenstein herausgearbeitet hat. Bislang unbeachtet blieb aber, dass 1789 bestätigt wurde, Landrentmeister Johann Vorster († 1852) habe einen „vor dem hiesigen Nordenthor belegene[n] Weidekamp, die FisHofe oder auch ‚Borgstedde‘ genannt“, von der Witwe des Predigers Kartenberg zu Lünen für 1280 Reichstaler erworben. Dieser grenze im Osten an die Lippe und kleine Borgstätte, im Norden aber an des Voss am Killwinck und des Herrn Vorster Weidekamp. Außerdem wird diese Borgstedde als Clev-Märkisches Lehen bezeichnet. Diese Spur lässt sich weiter verfolgen; denn das bei Richtering in einer aus dem Jahr 1804 stammenden Übersicht aufgeführte adelige Gut Nr. 10 (der Burgstätte, einem zu 1200 Talern angeschlagenen klevischen Lehen, das Rentmeister Vorster zu Hamm innehat) – und von diesem Burg Mark zugeordnet – ist vielmehr mit der Nienbrügger Burgstätte zu identifizieren. Die irrige Zuschreibung dürfte sich dadurch erklären, dass sich im Jahr 1823 Haus Mark im Besitz der Familie Vorster befand.

## Stadtbild
Moritz Friedrich Essellen mutmaßte im Jahre 1851, dass der Verlauf der Ahse im Zuge der Stadtgründung von Hamm künstlich verändert wurde. Grabenartige Vertiefungen in der Nähe von Nienbrügge seien ein deutlicher Hinweis, dass die Ahse zuvor bei Nienbrügge in die Lippe mündete. Ansonsten sei auch kein Grund dafür erkennbar, dass Nienbrügge gerade an diesem Standort errichtet wurde.
Funde und Ausgrabungen im 19. und Anfang des 20. Jahrhunderts zeigen auf, wie Burg und Stadt Nienbrügge angelegt waren. Die Burg befand sich auf dem erhöhten Nordufer der Lippe. Der Platz wurde entsprechend noch im 18. Jahrhundert Die hohe Burgstätte (1790: Hooge Borgstette) genannt. Die Wehranlagen, insbesondere der mächtige Bergfried, waren aus Grünsandstein gebaut. Dieser war den Steingruben am Haarstrang entnommen worden, die sich zwanzig Kilometer südlich befanden. Kam man von Norden, betrat man das Areal durch ein Tor, das auf der einen Seite von der Lippe und auf der anderen vom Burgwall mit Mauer begrenzt wurde.
Über eine große, steinerne Brücke konnte man die Burg zu ihrer rechten Seite passieren. An dieser älteren Brücke liefen mehrere Straßen zusammen, die seit alter Zeit den Verkehr zwischen dem südlichen und dem nördlichen Westfalen vermittelten. Hinter der Brücke öffnete sich dann die eigentliche Stadt zu einem Quadrat mit angefügtem Viereck. Parallel zur alten Brücke führte im Abstand von etwa 10 Metern eine Holzbrücke direkt von der Stadt in die Burg. Nach dieser Brücke wurde die Festung auch Die Burg an der neuen Brücke genannt, im Niederdeutschen also an der nien Brügge oder kurz Nienbrügge.
Die Durchgangsstraße von Nord nach Süd teilte das Quadrat mit den wichtigsten Gebäuden der Stadt in zwei Teile und führte anschließend an einer Stadtmauer zur Linken und dem Viertel für Handwerker zur Rechten vorbei durch ein zweites Stadttor in Richtung Süden (Werl) wieder aus der Stadt heraus.

## Geschichte

### Entstehung

#### Grafschaft Hövel
In der Literatur wird regelmäßig Graf Arnold von Altena als Erbauer Nienbrügges genannt. Er soll die Burg im Zeitraum zwischen 1180 und 1200 nördlich der Lippe errichtet haben. Dies ist deshalb plausibel, weil die Altenaische Erbteilung 1175 für Arnold den Verlust seiner Stammburg Altena zur Folge hatte. Da Arnold zudem die Burg Hövel an seinen Bruder Friedrich von Berg-Altena abtreten musste, wurde Nienbrügge zu seinem neuen Stammsitz.
Willi E. Schroeder, früherer Ortsheimatpfleger von Bockum-Hövel, geht allerdings davon aus, dass es an dieser Stelle bereits seit etwa 1150 eine (deutliche kleinere) Burganlage gegeben hat. Als Erbauer nennt Schroeder Graf Eberhard I. von Berg-Altena, den Sohn Adolfs II. von Berg. Burg Nienbrügge lag am Lippeübergang an der alten Heerstraße, die vom Hellweg über Münster zur Ostsee verlief, etwa 2 km südlich von Burg Hövel. Die Region wurde zunächst von dieser nicht erhaltenen Burganlage im heutigen Hammer Stadtbezirk Hamm-Bockum-Hövel aus regiert. Eberhard verlegte seinen Sitz zur neuen Burg Nienbrügge, weil sie eine günstigere Lage zur Kontrolle seiner Allodien hatte. Sie diente zudem als Brückenkopf über die Lippe, wodurch die nördlich der Lippe gelegenen Ländereien an die altenaischen Besitzungen angebunden wurden. Burg Hövel verlor damit ihre Bedeutung als Residenz. Von 1161 bis 1180 herrschte Eberhard als Graf von Altena. Sein Sohn Arnold erhielt 1166 die Grafschaft Hövel und hatte somit den Titel comes de Huvili (Graf von Hövel) inne, da er als Erbteil die Höveler Güter Burg Heessen und Burg Westerwinkel erhalten hatte. Damit ging auch Nienbrügge in seinen Besitz über.
Eberhard war aber nicht nur der Vater des Grafen Arnold von Altena, sondern auch des Grafen Friedrich von Berg-Altena und somit Großvater von dessen Sohn Adolf I. von der Mark, dem Gründer der Stadt Hamm und Begründer der Grafschaft Mark. Beide Söhne waren gegenüber dem Vater erbberechtigt. So erwarb Eberhard zu Gunsten seines Sohnes Friedrich beispielsweise das Flurstück Wiseberg, das ganz in der Nähe von Nienbrügge lag.

#### Altenaische Erbteilung
Eberhard I. von Berg-Altena starb am 23. Januar 1180. Spätestens in diesem Jahr kam es zwischen seinen Söhnen Arnold von Altena und Friedrich von Berg-Altena, deren Verhältnis nicht ganz spannungsfrei gewesen zu sein scheint, zu einer Erbauseinandersetzung, in deren Folge die väterliche Erbmasse akribisch geteilt wurde. Nach Uta Vahrenholt-Huland war Friedrich von Altena der Initiator der Erbteilung, für deren Art es in Westfalen kein Beispiel gibt. Im Gegensatz zur Berg-Altenaischen Territorialteilung von 1161 handelt es sich hier um eine Gemengeteilung. Gerechtsamkeiten, Alloden und Lehen wurden peinlich genau nach folgendem Teilungsprinzip getrennt:
- Beide Brüder besaßen gemeinsame, unteilbare Recht an demselben Objekt.
- Beide Brüder verfügten über getrennte Rechte an demselben Besitz.
- Beide Brüder hatten verschiedene Güter oder Rechte an demselben Ort.
- Beide Brüder besaßen Rechte und Besitzungen in benachbarten Orten.

Nach diesem Teilungsmodus ging man auch bei der Aufteilung der Grafschaft Hövel zu Werke, die hierbei, genau wie die Grafschaften Bochum und Altena, zersplittert wurde. Die Großgrafschaft Hövel bestand aus drei Comitaten, den Grafschaften Warendorf, Ahlen und Unna. Warendorf und Ahlen lagen nördlich der Lippe im Bistum Münster, das Comitat Unna hingegen südlich der Lippe. Die Comitate wurden nun zwischen den Brüdern geteilt. Der Go Warendorf fiel Arnold zu, der Go Telgte gelangte an Friedrich.
Im Falle des Comitats Ahlen kam der Go Rinkerode, in dem auch die alte Stammburg Hövel lag, die sich zuvor in Arnolds Besitz befunden hatte, an Friedrich von Altena. Der Go Ahlen wurde Arnold zugeteilt. Bei der Teilung des Comitats Unna erhielt Arnold den Go Benker Heide, Friedrich den Go Unna. Im Go Benker Heide, unmittelbar an der Lippe, nur wenige Kilometer von seiner ehemaligen Burg Hövel entfernt, lag Nienbrügge.
Vermutlich erst in den neunziger Jahren wurde auch die Grafschaft Bochum geteilt. Hierbei erhielt Friedrich den größeren Go Bochum. Arnold wurde mit dem kleineren Go Hattingen und der anschließenden Vogtei der Reichsabtei Essen abgefunden. Außerdem bekam er noch die Krumme Grafschaft zugesprochen.
Auch bei der Teilung der Grafschaft Altena war Arnolds Teil der kleinere. Ihm fiel der Go Elsey zu, die Zwergherrschaft Osteric/Oesterich und der nördliche Teil der ehemals arnsbergischen Hälfte des 1103 zwischen Köln und Arnsberg geteilten Comitats Menden. Friedrich bekam den Südteil, wie auch den Go Iserlohn und den großen Go Lüdenscheid. Auch die altenaischen Rechte an der Grafschaft Valbert-Plettenberg wurden Friedrich übertragen.
Die Altenaische Teilung war kein Prozess, der in einem Zuge durchgeführt wurde, sondern zog sich vermutlich bis in die neunziger Jahre hin. Als Friedrich von Altena 1199 starb, muss er jedoch unumkehrbar vollzogen gewesen sein. Ansonsten hätte Friedrichs Sohn, Graf Adolf I. von Altena, der spätere Adolf I. von der Mark, wohl kaum unwidersprochen das Erbe des Vaters antreten können.
Obwohl Arnold und Friedrich, beide zu gleichen Teilen, ihre Stammburg Altena von Köln zu Lehen trugen, zog sich Arnold schon früh daraus zurück. Er verkaufte seinen Anteil nicht an seinen Bruder, sondern an seinen Lehnsherrn, den Erzbischof Philipp von Heinsberg. Nach Philipps Tod gelangte der Anteil der Burg dann wieder an ihn zurück, bis er sie 1200 an seinen Bruder Adolf von Altena veräußerte, den ehemaligen Kölner Erzbischof und Herzog von Westfalen. Der Verkauf seines Burganteils ist möglicherweise als feindlicher Akt gegen seinen Bruder zu sehen, da der Erzbischof den Anteil an Fremde belehnte, die nun neben Friedrich auf der Burg Einzug hielten.
Genauso ist allerdings denkbar, dass der Erzbischof der eigentliche Initiator der Altenaischen Erbteilung war. Das Todesjahr Eberhards, das Jahr 1180, ist zugleich das Jahr, in dem Kaiser Friedrich Barbarossa aufgrund des Spruchs sächsischer Fürsten mit der Gelnhäuser Urkunde seinem Vetter Heinrich dem Löwen, dem damals mächtigsten Reichsfürsten, u. a. das Stammesherzogtum Sachsen entzog. Ein Teil des ehemaligen Sachsen wurde in die Hände des Erzbischofs von Köln gegeben, der von nun an den Titel eines Herzogs von Westfalen führte. Das auf diese Weise entstandene Herzogtum Westfalen umfasste aber bei weitem nicht das ganze sächsische bzw. westfälische Gebiet und hatte somit von nun an das Entstehen bedeutender, konkurrierender Territorien in seiner unmittelbaren Nachbarschaft zu fürchten. Die Altenaische Erbteilung könnte somit eines der Mittel gewesen sein, mit denen Erzbischof und Herzog Philipp von Heinsberg die Entstehung einer großen territorialen Herrschaft in Konkurrenz zu seinem Herzogtum schon im Ansatz zu verhindern suchte. Er könnte also Arnold von Altena zu dem Verkauf genötigt haben.
Dafür spricht auch das weitere Vorgehen Philipps im Hinblick auf die benachbarten Adeligen und ihre Güter. Der Adel dieser Zeit war aufgrund seiner gesellschaftlichen Verpflichtungen und des daraus folgenden ausschweifenden Lebensstils in ständiger Geldnot. Philipp von Heinsberg investierte große Summen, um die Allodien und Lehnsrechte an den Besitzungen solcher Adeliger aufzukaufen. Die so erworbenen Güter belehnte er dann an den Verkäufer zurück, wobei er sich zugleich dessen Vasallentreue sicherte. Auf diese Weise sicherte und vergrößerte er seinen Einfluss, zunächst im Kampf gegen Heinrich den Löwen, später zur Festigung seiner Herrschaft über das Herzogtum Westfalen. So verkaufte auch Friedrich von Berg-Altena das in der Nähe von Nienbrügge gelegene Flurstück Wiseberg, das sein Vater Eberhard für ihn erworben hatte, an den Kölner Erzbischof. Aus diesem Verkauf stammte das Geld für den Ankauf bzw. Auf- und Ausbau der märkischen Besitztümer, den Oberhof Mark und das Gelände des späteren Burghügels, auf dem zugunsten von Friedrichs Sohn Adolf, dem späteren Grafen Adolf I. von der Mark, die Burg Mark errichtet wurde. Auch das Gelände des Oberhofs bzw. der Burg war auf diese Weise in den Besitz des Kölner Erzbischofs gelangt. Philipp hatte die märkischen Güter um 1170 von dem Edelherrn von Rüdenberg Rabodo von der Mark angekauft. Als das Geschlecht derer von Rüdenberg wenig später im Mannesstamm ausstarb, fiel der märkische Besitz an den Kölner Erzbischof zurück, der ihn später an Friedrich von Berg-Altena übergab.
Friedrichs Bruder Arnold verfuhr mit Burg Nienbrügge ganz ähnlich. Der Ausbau Nienbrügges war notwendig geworden, weil Graf Arnold die ehemalige Residenz, Burg Hövel, im Zuge der Altenaischen Erbteilung an seinen Bruder Friedrich von Berg-Altena abtreten musste und auch die Burg Altena für ihn verloren war. Kurz nach ihrer Fertigstellung verpfändete Arnold die Burg Nienbrügge mit den beiden Ackergütern Westerwinkel und Heessen an den Kölner Erzbischof. Philipp von Heinsberg belehnte den Besitz nach Arnolds Vasallenschwur an diesen zurück. So wurde die Burg Nienbrügge wieder an Arnold übergeben, der für den Verkauf 500 Goldstücke erhielt. Nach der Neubelehnung erstellte er für die auf dem Klosterhof Hövel wohnenden Ordensfrauen etwa 2 km östlich von der Burg Nienbrügge eine neue Unterkunft und unterstellte den weiblichen Orden unter die Hausregel der Zisterzienser. Im Jahre 1193 wurde Arnold wieder Eigentümer der Besitzung. Adolf von Altena, neuer Erzbischof von Köln, unterstützte die Edelleute, die zum Teil eng mit ihm verwandt waren, indem er ihnen die Burgen und Alloden, die Philipp von Heinsberg gekauft hatte, zum Eigentum zurückgab.
Graf Arnold war nach Ortsheimatpfleger Schroeder zudem der erste Graf von Hövel, der eigene Münzen, den Nienbrügger Pfennig, ausgab. (Die Prägung geschah möglicherweise in Altena, dem Wohnsitz seines Bruders Friedrich von Altena.) Wahrscheinlich befand sich spätestens ab 1150 am niedriger gelegenen Südufer der Lippe, dem Standort der Stadt Nienbrügge, bereits eine kleine Ansiedlung. Die durch Graf Arnold von Altena-Isenberg vor 1190 durchgeführten Bauarbeiten stellen sich unter diesen Umständen also mit großer Wahrscheinlichkeit als Ausbau der bereits von seinem Vater errichteten Burganlage dar.

#### Konkurrenz zur Burg Mark
Graf Arnolds Hauptsitz war damit anfangs die ihm von Philipp von Heinsberg zu Lehen aufgetragene Burg Nienbrügge. Aber auch Friedrich schuf sich mit Burg Mark in unmittelbarer Nachbarschaft des Bruders, einige Kilometer weiter östlich, einen neuen Sitz. Der Ausbau Nienbrügges war vor diesem Hintergrund notwendig geworden, da Arnold zunächst über keinen geeigneteren Besitz verfügte. Nienbrügge stand offensichtlich von Beginn an in Konkurrenz zur Burg Mark und ihren Besitzern. In einer Urkunde des Jahres 1200 bekundete der Kölner Erzbischof, Adolf von Altena, dass sein Bruder Graf Arnold seiner Gemahlin Mechtildis früher neben anderen Gütern auch den Oberhof Heessen als Witwengut überwiesen habe. Weil diesem Hofe aber die Nähe der Burg Nienbrügge (Novus pons) gefährlich sei, habe er in einer zweiten feierlichen Rechtshandlung an dessen Stelle den Hof zu Hagen gesetzt.
Im Zuge dieser Bauarbeiten wurde auch die Siedlung etwa um das Jahr 1200 herum von Arnold zur Stadt Nienbrügge ausgebaut, um den Platz stärker zu befestigen.
Die Stadt wurde mit der Burg durch eine neue Brücke verbunden und deshalb „Nienbrügge“ genannt (auch Nienbrück, Nygenbrugghe, Nuwenbruche, Ruebruke). Beide Wehranlagen, Burg und Stadt, gehörten zusammen und ergänzten einander. Levold von Northof, der Geschichtsschreiber des märkischen Hauses, der noch im 13. Jahrhundert auf einem benachbarten Hofe geboren wurde und die Verhältnisse durch Augenschein kannte, spricht von der Burg an der neuen Brücke mitsamt der Stadt, die mit ihr zusammenhing (Castra Nyenbrugge cum oppido sibi conhaerente). Auch in dem Schriftwechsel aus dem Ende des 16. Jahrhunderts, der wegen der Landesgrenze zwischen Mark und Münsterland geführt wurde, wird erwähnt: Eine Burg samt dazu gehörigem Flecken oder Städtlein, Newenbrugk genannt oder das Schloss und Stetlin Newenbrügk. Der Umfang der Stadt an der neuen Brücke war noch zu Beginn des 20. Jahrhunderts durch einen Graben bestimmbar, der das Ganze umgab.
Das Stadtrecht datiert entsprechend einer Urkunde auf das Jahr 1213 und leitet sich aus dem Lippstädter Recht ab. Sie wurde später oft fälschlicherweise für die Gründungsurkunde von Hamm gehalten. Es bestehen jedoch Zweifel an der Echtheit dieses Schriftstücks. Nach Schroeder hat Nienbrügge niemals das Stadtrecht besessen, sondern diente nur als Sicherungsposten für die Grafschaft Hövel. Allerdings erfüllte Nienbrügge die Voraussetzungen für die Verleihung des Stadtrechtes. Es lag an einem strategisch wichtigen Platz, nämlich an einer Furt, und zwei Fernstraßen trafen sich an der alten Burg Hövel. Dennoch bezweifelt Schroeder, dass wegen einiger Reisigen-Wohnungen eine Stadt Mark oder Nienbrügge entstanden sein sollte. Er hält dies, genau wie die Gründung von Hamm zu Ostern 1226, für Sagen von Leovold von Nordhof; der Geschichtsschreiber, dessen Familienname auf den Nordhof in Pelkum zurückgeht, ist der einzige, der in seiner Chronik der Grafen von der Mark von 1357/58 konkret die Vorgänge um die Gründung Hamms beschreibt. Die Stadt Hamm könne ihre Gründung nicht urkundlich belegen – sie soll stattdessen aus wilder Wurzel entstanden sein. Gegen Schroeders Annahme spricht allerdings, dass das Stadtrecht Nienbrügges offenbar bereits im Jahre 1226 auf Hamm übergegangen ist. Dies ergibt sich daraus, dass Eberhard I. von der Mark, der im Jahre 1279 das Stadtrecht Hamms bestätigte, ausdrücklich Bezug auf die Urkunde aus dem Jahre 1213 genommen hat. Es ist kaum vorstellbar, dass der amtierende Graf von der Mark nur fünfzig Jahre nach dem fraglichen Ereignis nicht mehr wusste, ob seine Vorfahren eine Stadt gegründet haben oder nicht. Wäre die Urkunde eine Fälschung, hätte Eberhard sie im Jahre 1279 mit an Sicherheit grenzender Wahrscheinlichkeit nicht in seinen Ausführungen erwähnt.
In den ursprünglichen Quellen wird Graf Arnold als Arnoldus Comes de Hurde bezeichnet. Hurde meint dabei die Burg Hövel. Seit der Erbteilung des Besitzes der Altenaer Grafen 1174/1175 erhielt Arnold zudem die Grafschaft Dortmund (ohne die Freie Reichsstadt Dortmund). 1193 bis 1199 ließ er die Burg Isenberg bei Hattingen errichten und nannte sich in der Folge nach dieser neuen Residenz. Der Ausbau von Nienbrügge ist somit in engem Zusammenhang mit weiteren baulichen Maßnahmen zu sehen, mit denen der Graf seinen Einfluss im Bereich der Lippe zu festigen und seine Besitzungen zu schützen suchte.

### Graf Friedrich von Isenberg
Die Zerstörung Nienbrügges im Jahre 1225 ist in engem Zusammenhang mit dem Deutschen Thronstreit zwischen dem Welfen Otto IV. und dem späteren Friedrich II. um die Kaiserkrone zu sehen. Die Einzelheiten sind in dem Beitrag über Friedrich von Isenberg beschrieben.
Vermutlich starb Graf Arnold von Altena im Laufe des Jahres 1209 auf dem Albigenserkreuzzug. Sein ältester Sohn und Erbe Eberhard (Everhard), der seinen Vater auf dem Kreuzzug begleitete, hatte keine Kinder und damit keinen Thronfolger aus eigener Linie. Da man damit rechnen musste, dass Eberhard wie sein Vater auf dem Kreuzzug den Tod finden würde, musste Friedrich von Altena-Isenberg, der bislang Domherr zu Köln gewesen war, aus dem geistlichen Stand ausscheiden. Er sollte notfalls die Erbfolge sichern und sich um die Besitzungen seines abwesenden Bruders kümmern. Friedrich trat über in den Ritterstand und wurde Mitregent des Bruders. Nach Eberhards Tod (1209 oder 1210) wurde er dann Alleinherrscher. Damit befand sich Nienbrügge nunmehr im Besitz Friedrichs von Isenberg, der der nächste und zugleich letzte Graf von Hövel-Nienbrügge wurde.
1214 heiratete Friedrich von Isenberg Sophia von Limburg, die Tochter von Walram III. (Graf von Luxemburg und ab 1221 Herzog von Limburg a.d. Maas).
Offensichtlich identifizierte sich Friedrich von Isenberg besonders mit seiner Besitzung an der neuen Brücke. Ab 1216 nannte er sich Fridericus de Novo Ponte, und zwar auch noch, als sein Hauptsitz ab 1217 die Isenburg bei Hattingen war.

### Der Konflikt mit den Erzbischöfen von Köln
Nachdem Friedrichs Onkel Engelbert I. von Berg, Erzbischof von Köln, am 7. November 1225 in einem Hohlweg beim heutigen Gevelsberg vermutlich bei einem missglückten Versuch einer Gefangennahme durch Gefolgsleute Friedrichs zu Tode kam, wurde Friedrich für den Tod des Erzbischofs verantwortlich gemacht. Daraufhin wurde über ihn zunächst auf Antrag von Engelberts Nachfolger Heinrich von Molenark auf dem Hoftag zu Nürnberg am 1. Dezember 1225, danach noch einmal auf dem Reichstag zu Frankfurt durch König Heinrich die Reichsacht verhängt. Beschlossen wurde zudem, dass die Burg Isenberg bei Hattingen an der Ruhr und die Burg Nienbrügge nördlich der Lippe sowie die Unterkünfte der Reisigen südlich der Lippe dem Erdboden gleichzumachen seien. Burg und Stadt Nienbrügge wurden noch im selben Jahr durch Graf Adolf I. von der Mark, einen Neffen Arnolds, der sich auf die Seite Kurkölns gestellt hatte, zerstört.
Im Jahre 1226 reiste Friedrich nach Rom, wo er vergeblich den Papst von seiner Unschuld zu überzeugen versuchte. Auf dem Rückweg bezog er in Lüttich Quartier. Dort wurde er von einem Edlen namens Balduin von Gennep erkannt. Dieser lud Friedrich zu einem Essen ein, bei dem er von den Häschern des Erzbischofs Heinrich von Molenark gefangen genommen und nach Köln gebracht wurde. Der Edle erhielt vom Erzbischof die ausgesetzte Belohnung. Am 14. November wurde Friedrich am Severinstor zu Köln auf dem Rad hingerichtet, wo er am Tag darauf starb. Dadurch erlosch auch die Grafschaft Hövel, deren letzter Erbe Friedrich war.

### Die Zerstörung der Burg
Engelberts Nachfolger, Heinrich von Molenark, ließ noch 1225 die Isenburg zerstören. Friedrichs Haupterbe hingegen war der Vetter Friedrichs, Graf Adolf von Altena-Mark, an dessen Loyalität zu Kaiser Friedrich kein Zweifel bestand, da er zu Zeiten des Deutschen Thronstreits nicht auf Seiten Ottos gestanden hatte. Um der Ächtung durch den neuen Kölner Erzbischof, die sich auch auf die Verwandten erstreckte, zu entgehen, trat er neben anderen auf die Seite der Kölner Kirche. Zum Dank dafür bekam er den größten Teil der Güter. Er nannte sich seitdem nur noch Graf Adolf von der Mark, da der Zusatz „Altena“ unauslöschlich mit dem Tod des Erzbischofs Engelbert I. verbunden war.
Adolf von der Mark musste demonstrativ sofort, noch 1225, Burg und Stadt Nienbrügge zerstören. Über den Trümmern der Burg bildete sich im Laufe der Zeit eine Rasendecke, so dass sich ein kleiner Hügel bis zu 2,5 m hoch über die umliegende Weide erhob. Die Lippe hatte schon früher bei Hochwasser Teile davon weggeschwemmt. Daher entschloss sich der Besitzer des Grundstückes, Freiherr von Böselager zu Heessen, im Jahr 1877 zu einer Uferregulierung, um weiteren Zerstörungen entgegenzuwirken. Dabei sollten auch die Steine des Schutthaufens verwendet werden. Zum Vorschein kamen Reste der alten Burg und viele Gegenstände des täglichen Bedarfs. Die letzten Trümmer wurden 1912 bei einer Regulierung der Lippe gefunden. Die vermuteten Reste der Burg – eine Burggräfte – lassen sich in der Flur Steinwinkel in Bockum-Hövel, einem Stadtbezirk von Hamm, besichtigen.
Möglicherweise ist auch die Zerstörung der Homburg in diesem Zusammenhang zu sehen. Die Homburg war eine große Burganlage, die sich in Herringen befand und wohl der Absicherung der Lipperegion diente. Sie stand, wie auch Nienbrügge, im Besitz des Adelsgeschlechts Berg-Altena-Isenberg-Nienbrügge. Archäologische Ausgrabungen haben ergeben, dass die Burg um 1200 oder in den ersten Jahrzehnten des dreizehnten Jahrhunderts abgebrannt sein muss.

### Das Schicksal der Stadt
Hinsichtlich des Schicksals der gegenüberliegenden Stadt zeigt sich die Quellenlage uneinheitlich.
Variante 1: Die Stadt Nienbrügge war nicht nur eine Festung, sondern auch eine bürgerliche Siedlung, und so beschränkte sich die Ausführung der Reichsacht hier auf die Vernichtung der Wehranlagen. Dadurch blieben die Häuser der Bürger erhalten. Dies wurde auch dadurch bedingt, dass die Winterzeit eine Abwanderung der Bevölkerung ausschloss. Die Bewohner bauten ihre Fachwerkhäuser ab und brachten sie zur neuen Siedlungsstelle.
Variante 2: Die Stadt Nienbrügge wurde – wie die Burg – bis auf die Grundmauern niedergebrannt. Von den Fachwerkbauten dürfte für die Handwerker nichts übrig geblieben sein. Gefunden wurden aber an mehreren Stellen noch bearbeitete Blöcke aus Rüthener Sandstein, die auf Ochsenkarren nach Nienbrügge gebracht wurden, wie heute noch bestehende Hohlwege zwischen Hamm und Werl sowie im Hellwegbereich deutlich machen. Da dieses Material den Brand überstanden hatte, wurde es für die „neue Stadt Hamm“ zum größten Teil genutzt. Allerdings bestand diese „neue Stadt“ in den ersten Jahren aus nichts anderem als einer Wehr- und Wohnanlage für die Milites (Ritter und Soldaten) des Grafen Adolf, umgeben von einigen kümmerlichen Hütten.
Diese zweite Variante wird auch durch die archäologischen Ausgrabungen gestützt, die auch auf dem Gelände der Stadt deutliche Brandspuren zutage gefördert haben.
Im Jahre 1253 wurde dem Pfarrer von Herringen, zu dessen Pfarrbezirk Nienbrügge gehörte, von dem Grafen von der Mark bestätigt, dass er auch weiterhin eine Entschädigung für seine nach der Zerstörung weggefallenen Einkünfte aus dem Bereich Nienbrügge erhalten solle. Im Jahre 1325 wird als Ratsherr der Stadt Hamm ein Dietrich de Novo Ponte genannt, offenbar ein Nachkomme eines Einwohners oder Burgmannen von Nienbrügge.
Trotz der völligen Zerstörung Nienbrügges ging das Wissen um ihren ehemaligen Standort nie verloren. In einer Karte aus dem 16. Jahrhundert findet sich eine Anmerkung zu einer markierten Stelle auf dem nördlichen Lippeufer: Deß orths up der Lipp (…) ist ein platz geleg(e)n, itzo noch genompt Borchstedde, da oldinges ein graiff (…) ein buß oder borch gehatt thosampt einem stedgin g(enan)nt Niggenbrugge, wie daheselbst noch etzliche ser olde mailtheichen in kleinem water sich sehen latenn. Auf einer Karte von 1707 findet sich die Eintragung: Hier hat vor diesen alt Hamm gestanden, und seindt noch einige rudera (lt. Reste) vorhanden. Bis heute lautet die Flurbezeichnung für das Areal Borgstätte.

#### Umsiedlung
Den Bewohnern der Stadt Nienbrügge bot Graf Adolf einen neuen Siedlungsplatz einige hundert Meter flussaufwärts an der Stelle an, wo seinerzeit der Fluss Ahse in die Lippe mündete. Die Stadt Hamm wurde am Aschermittwoch, dem 4. März 1226, gegründet. In den Schriften steht: Das die Lyppe und Aisse tho hoppe kommen, hat Greve Adolf ein Stadt getimmert und bevestiget, genannt tom hamme. Die Trümmer der Burg, der Stadtmauer, der Zollstation und der Wehr- und Wohnanlage für die Milites, je nach Quellenlage auch die Fachwerkhäuser der Einwohner wurden als Baumaterial für die neue Siedlungsstätte verwendet. Die Stadtanlage südlich der Lippe ist heute durch Hafen- und Industrieanlagen völlig überbaut.
Adolf I. von der Mark hatte sich demonstrativ auf die Seite der Kölner gestellt. Es war ihm dadurch gelungen, die Altenaer Besitzungen für sich zu retten. Die Ländereien, die ab 1180 im Zuge der Altenaer Erbteilung so mühselig zwischen Adolfs Vater Friedrich und dessen Bruder Arnold geteilt worden waren, hielt Adolf I., nachdem sie ihm der Erzbischof von Köln zum Lehen gegeben hatte, nun wieder in einer Hand. Die Gebiete, die Adolf I. nicht an sich bringen konnte, wurden den Herren zugesprochen, die sie inzwischen besetzt hatten. Hierzu gehörten die Gebiete nördlich der Lippe, über die der Fürstbischof von Münster nun die Gogerichtsbarkeit ausübte. Adolf I. hatte dadurch keine eigene Herrschaftsgewalt mehr, so dass er seinen Anspruch auf die Reste der ehemaligen Grafschaft Hövel aufgab. Dennoch hatte Adolf I. von der Mark den Grundstein gelegt für das mächtigste und bedeutendste Territorium des mittelalterlichen Westfalens, die Grafschaft Mark.

## Grabungen und Funde
Das bedeutende Nienbrügge war für die Forscher des 19. Jahrhunderts eine der interessantesten Stätten des gesamten Umlandes. In den Monaten August und September des Jahres 1877 ließ der Freiherr von Boeselager im Zuge von wasserbaulichen Maßnahmen direkt am Nordufer der Lippe einen Hügel abtragen. Dieser soll sich noch zwischen 1 und 2,5 m über die umgehende Weide erhoben haben und war offensichtlich bereits von früheren Hochwasserereignissen in Mitleidenschaft gezogen worden. Hofrat Moritz Friedrich Essellen begleitete die Arbeiten und berichtete darüber ausführlich in einem zweiteiligen Zeitungsaufsatz. Für ihn spielte das Gelände im Rahmen seiner Römerforschungen eine große Rolle.
Zunächst wurde die Rasendecke abgetragen. Schon dabei kamen Gebäudetrümmer in Form von rußgeschwärzten und hitzegeröteten Grünsandsteinen und Stücke von meist verkohlten Holzbalken, aber auch ungebrannte Kalksteine zum Vorschein. Unter dieser Schuttschicht wurde an der durch Erosion angegriffenen Südostseite des Hügels der runde Grundriss eines Turmes von 4 m Durchmesser ausgegraben. Dieser ruhte auf starken, horizontal gelegten, unbehauenen Eichenbalken. Eine einzelne Stufe seiner steinernen Treppe war noch erhalten. Nach Essellen lag unterhalb der Turmkonstruktion eine mit gelöschtem Kalk überschüttete, nicht völlig ebene, gegen 2 1/2 Ruthen lange, 1 1/2 Ruthen breite Fläche [das sind ca. 9,4 × 5,6 m]. Die Kalkschicht, 16 bis 20 Centimeter, enthält viele Knochenteile, anscheinend von Thieren geringerer Größe. Sie mögen von Schweinen und Schafen herrühren, wovon auch unter den Trümmern Knochenfragmente angetroffen wurden. Die Kalkschicht bedeckte eine 10 bis 15 Centimeter dicke Lage schwarzgrauer lockerer Erde, unzweifelhaft von vermoderten Thieren herrührend. Darauf erst folgte der an dieser Stelle meist sandige, sich noch im natürlichen Zustande befindende Boden. Das Vorkommen der Kalkschicht und der von vermoderten Thieren herrührenden lockeren Erde darunter ist gewiß in hohem Maße auffallend.
Aus heutiger Sicht lässt sich die Befundlage nicht mehr eindeutig interpretieren. Essellen versucht es mit der Erklärung, dass der Thurm eine so ganz ungewöhnliche Grundlage erhielt, weil man die Kalkschicht nicht durchbrechen zu dürfen glaubte, eine Aussage, die insofern nicht weiter hilft, als gelöschter Kalk bei mittelalterlichen Gebäuden im Mörtel, im Putz oder auch im Estrich Verwendung fand. Womöglich deutet die große Kalkfläche auf einen Bereich hin, in dem Mörtel oder etwas Ähnliches angemischt wurde.
An der Westseite des Hügels lag ein runder Brunnen mit 1,3 m Durchmesser. Er war in Trockenmauer-Technik aus Grünsandsteinen gebaut und teilweise mit Schutt gefüllt. Seine Sohle soll mit 1,5 cm starken Sandsteinplatten bedeckt gewesen sein. An der Ostseite des Hügels fand man einen 1,25 m hohen, gemauerten Kanal, der aber nur teilweise freigelegt wurde, so dass sein Verlauf und seine Länge unbekannt geblieben sind.
Von Essellen gibt die Position des abgetragenen Hügels nicht exakt an. In älteren Karten, etwa in einem Brouillon der Lippe von Heessen bis Stockum aus dem Jahre 1820, ist aber in dem Bereich der Borgstätte eine Hügelsignatur zu erkennen, die mit einiger Wahrscheinlichkeit mit dem Hügel identisch ist.
Essellen listet im Anschluss daran eine Vielzahl archäologischer Funde auf, die beim Abräumen des Schuttes usw. geborgen werden konnten. Darunter befanden sich ein Bronzeleuchter, Höhe 13 cm, Gewicht 275 g, mit Grünspan überzogen; ein bronzener Ziernagel, vergoldet, runder Kopf, Durchmesser 3 cm, mit Darstellung eines einköpfigen Adlers mit ausgebreiteten Flügeln, Nagelschaft 2 cm lang, Gewicht 18 g; vier eiserne Schlüsse, zwischen 5 und 12 cm lang, davon mindestens drei Hohldornschlüssel. An Reit- und Pferdezubehör nennt Essellen einen kompletten Stachelsporn, Länge 10 cm, und einen weiteren fragmentierten Sporn, zwei vollständige Hufeisen, von denen eines 12 cm lang war, und Fragmente von weiteren sowie die Hälfte einer Trense mit einem seitlich angebrachten Ring, Länge inklusive Ring 12 cm. Hinzu kommen zwei Pfeilspitzen, Länge 8 cm, davon eine mit pyramidenförmiger und eine wohl mit blattförmiger Spitze, mehrere Messer, davon eines mit einer 8 cm langen Klinge und einem 7,5 cm langen Griff, und einige bis zu 51 cm lange Eisenteile unbestimmter Funktion. Die Funde an Keramik waren überaus zahlreich. Darunter befanden sich Scherben von hellgrauer bzw. bläulicher, dünnwandiger und hartgebrannter Drehscheibenware. Es gab auch Henkel, Griffe und Aufgussrühren, davon eine in Form eines Tierkopfes. Mehrere Blöcke vulkanischen Gesteins wurden als Architekturteile interpretiert. Besonders interessant ist eine Silbermünze, die nach Essellens Beschreibung mit einiger Wahrscheinlichkeit eine Soester Prägung des Kölner Erzbischofs Adolf von Altena (1193–1205) war.
Essellen nahm das gesamte Fundmaterial aus dem Jahre 1877 zunächst in Besitz. Angeblich verkaufte er es zu Beginn der 1880er Jahre größtenteils nach Berlin. Der kleinere Teil ist in den Besitz des Gustav-Lübcke-Museums gelang, wo man ihn heute in der stadtgeschichtlichen Ausstellung betrachten kann. Erhalten sind zwei Rinderzähne, ein Unterkieferfragment vom Schwein, ein Knochenstück, ein viereckiges Bronzeblech, Länge 2 cm, zehn unspezifische Tonscherben, ein halbierter Spinnwirtel mit Drehriefen, ein Kalkstein sowie ein Stückchen Basaltlava, die laut einer alten Inventarkarte unter den Fundamenten des Turmes der Burg Nienbrügge geborgen worden sind. Von dem Turme der Burg Nienbrügge stammt ein größeres Bruchstück aus Basaltlava. Vier Spinnwirtel mit der Ortsangabe im Sand östlich von Nienbrügge könnten zu einer späteren Gelegenheit ebenfalls auf der rechten Lippeseite aufgesammelt worden sein.
Auch im Bereich des Steinwinkels, der sich etwa einhundert Meter stromaufwärts der Borgstätte befindet, sollen nach Angaben L. Hölzermanns Schutt- und Trümmerhaufen gelegen haben. Das westlich an eine Lippeschleife angrenzende Grundstück Steinwinkel ist noch heute von einer breiten, bogenförmigen und grabenartigen Vertiefung umgeben. Ob es sich dabei um eine künstliche Gräfte oder einen verlandeten Altarm der Lippe handelt, lässt sich allein aufgrund der äußeren Betrachtung nicht sicher entscheiden. Hierzu wären weitere archäologische Untersuchungen vonnöten.
Aus diesem Bereich sind lediglich einzelne, bei Begehungen aufgelesene Scherben aus dem 11. bis 14. Jahrhundert bekannt.
Die Brückenanlagen bildeten im Mittelalter offensichtlich ein wesentliches Charakteristikum des Platzes. Von ihnen ist heute aber nichts mehr erhalten. In der Karte aus dem 16. Jahrhundert ist von etzlichen ser olden mailtheichen die Rede, die bei Niedrigwasser, in kleinem water, zu sehen sind. Gemeint sind Malzeichen, also eindeutige Spuren Nienbrügges. Essellen berichtete 1857 von einem Brückenpfeiler, der bei geringerem Wasserstand aus der Lippe herausragte. Er bestand aus behauenen Sandsteinen und soll eine dreieckige Form mit einer Seitenlänge von ca. 4,5 m gehabt haben. Etwa 40 m östlich davon standen in Ufernähe noch einige Stümpfe von eingerahmten Holzpfosten. In seinem Bericht aus dem Jahre 1877 wiederholte Essellen die Angaben, die von übereinstimmenden Aussagen der Autoren Hölzermann, Nordhoff und von der Marck gestützt werden. Danach waren um 1880 am rechten Lippeufer noch Reste zweier Brückenpfeiler aus Gründsandstein vorhanden. Erst im September 1886 ließ der Wasserbauinspektor Röder aus Hamm ein in der Nähe des nördlichen Ufers im Fluss stehendes Pfeilerfundament abtragen.
Auf dem südlichen Flussufer, also gegenüber der Borgstätte, soll nach übereinstimmender Darstellung Essellens, Hölzermanns, Nordhoffs und von der Marcks ein mehrere Hektar großes Areal mit auffälligen Strukturen gelegen haben. In der ältesten Publikation wird es am deutlichsten beschrieben. Viereckige, leicht erhöhte Teilflächen seien durch Gräben voneinander getrennt gewesen. In einigen Feldern kam unter der Rasendecke Schutt von Mauerwerk zum Vorschein, in anderen dagegen nicht. Nach Süden soll das Areal durch einen Graben eingefasst gewesen sein. Dieser Zustand hätte demnach bis um die Mitte des 19. Jahrhunderts Bestand gehabt. In den 1870er und 1880er Jahren, also als die Arbeiten von Hölzermann, Nordhoff und von der Marck erschienen, war er jedoch nur noch in geringen Ansätzen erkennbar. Die Autoren, die das Areal persönlich kannten, haben diese Formationen also nicht mehr selbst gesehen und stützen sich auf ältere Angaben. Aus heutiger Sicht lässt sich dieses Phänomen nicht interpretieren. Auch Eintragungen grabenartiker Strukturen in alten Karten, am deutlichsten in dem Brouillon von 1820, bringen keinen weiteren Aufschluss. Essellen beschreibt Scherbenfunde aus dem gesamten Gelände, die aus heutiger Sicht als hochmittelalterliche Keramik zu interpretieren sind.
In unmittelbarer Nähe, südlich dieses Geländes, stand bis in die 1920er die Krause Linde, ein uralter Lindenbaum, dem man damals eine besondere Bedeutung zumaß. Die Sage erzählt, dass hier der letzte Ritter von der Homburg in Nordherringen seinen Gerichtssitz hatte und auf einem eisernen Stuhl grausam über seine Untertanen urteilte. Eines Tages aber tötete ein Blitzstrahl den Ritter auf seinem Eisenstuhl und warf ihn in die Lippe. Wenn die Sommernächte vom Wetterleuchten erhellt werden, kann man im fahlen Schein der Blitze den Ritter auf dem eisernen Stuhl aus der Lippe emporsteigen sehen. Eine andere Version der Geschichte berichtet davon, dass dem Ritter von der Homburg seine Burg nicht mehr gefiel und er daher an der Krausen Linde eine neue errichtet hat. Oft wollen ihn die Bauern gesehen haben, wie er auf dem eisernen Stuhl saß, der hoch über dem Lippefluss an einer Brücke stand. Der eiserne Ritter hat möglicherweise in Friedrich von Isenberg (Isenberg = Eisenberg) ein reales Vorbild. Friedrich übte in Nienbrügge und Umgebung die Gogerichtsbarkeit aus und war mit einiger Wahrscheinlichkeit auch Besitzer der Homburg, bevor diese nach Friedrichs Beteiligung an der Tötung des Erzbischofs Engelbert 1225 niedergebrannt wurde.
Von der Krausen Linde existiert ein letztes Foto aus dem August 1922. Auch gibt es eine exakte Katastereinmessung. Ansonsten ist von dem Baum nichts mehr erhalten. Museumsdirektor Lübcke, Hafendirektor Sauter und Stadtgärtner Droste mussten bei einem Ortstermin am 10. März 1922 feststellen, dass die Krone des noch etwa 8 m hohen Baumes durch Blitzschlag zerstört und der hohle Stamm stark angegriffen war. Daher überließ man den alten Baum dem Verfall. Der Museumsverein pflanzte dann am Hafenamt eine neue Linde. Ob die Krause Linde oder auch ihr Standort über die Sagen hinaus eine historisch greifbare Bedeutung hat, ist nicht bekannt, da es keine weiteren Überlieferungen gibt. Allgemein betrachtet, spielte die Linde im Volksglauben und Brauchtum früherer Jahrhunderte eine sehr große Rolle im öffentlichen Leben. Sie wurden besonders als Gerichtsstätten genutzt, sogenannte Gerichtslinden (Femlinde), aber auch als Versammlungsplatz und Schutzbaum (Dorflinde).
Es gibt eine Reihe archäologischer Funde aus der Umgebung der Krausen Linde, die eher zufällig bei Baumaßnahmen und anderen Bodeneingriffen entdeckt wurden. Man achtete augenscheinlich schon Ende des 19. Jahrhunderts auf Fundgegenstände im Bereich des sagenumwobenen Baumes. So liegen von Hobreckers Feld und weiteren, nicht näher spezifizierten Grundstücken an der Krausen Linde drei eiserne Stachelsporen mit gebogenen Bügeln vor. Zwei von ihnen zeichnen sich durch ungewöhnlich verbreiterte Fersenstücke aus. Hinzu kommen fünf Hufeisen, die bis auf eine offenbar nur den vorderen Teil des Hufes schützten, und drei Pfeilspitzen mit pyramidenförmigen Spitzen in unterschiedlicher Ausprägung. Außerdem wurden drei Messer gefunden, von denen eines eine runde Nietlochung aufweist. Ein eiserner Schlüssel mit rautenförmiger Reide zeichnet sich durch seine außerordentliche Länge von 15 cm aus. Keramikfunde waren eher selten oder wurden nicht aufgehoben. Einer der drei Spinnwirtel ist steinzeugartig hart gebrannt. Das Scherbenmaterial setzt sich aus einzelnen Stücken von Pingsdorfer Machart, Faststeinzeug und Siegburger Steinzeug sowie Stücken von uneinheitlich gebrannten Kugeltöpfen zusammen.
Insgesamt kommt für fast alle Funde eine Datierung in den Zeithorizont Nienbrügges gegen Ende des 12./Anfang des 13. Jahrhunderts in Frage. Lediglich die einzelne Wandscherbe aus Siegburger Steinzeug muss später in den Boden gelangt sein. Diese Wappenart tritt erst ab etwa 1300 auf. Allerdings muss die Zufälligkeit der Zusammensetzung der Fundstücke bei der historischen Bewertung des Fundspektrums Berücksichtigung finden.
Rund 500 m südwestlich der Krausen Linde liegt der Gasthof Drees. Bei Entsandungsarbeiten an dem unmittelbar südlich angrenzenden Gelände sind hier zwischen 1929 und 1941 verschiedene archäologische Fundstellen zutage getreten. Ludwig Bänfer hat diese Funde dokumentiert. Im Sommer 1929 wurden etwa 15 m südlich des Hofgrundstücks Drees zwei hölzerne Brunnen erfasst, von denen einer rekonstruiert werden konnte. Nach dem Fundbericht reichte der Brunnen bis in eine Tiefe von 2,5 m. Er hatte einen quadratischen Querschnitt mit einer lichten Weite von 1,4 m und wies eine aufwändig gezimmerte, kastenartige Konstruktion aus Eichenhölzern auf. Die Basis bildeten fünf parallele Bohlen, die zwei rechtwinklig dazu liegende Bohlen trugen. In die Ecke waren Löcher zur Aufnahme der vier vertikalen Eckpfosten von jeweils 15 cm Länge eingearbeitet. Die Brunnenwandung bestand aus massiven Brettern, die durch entsprechende Aussparungen an den Enden sauber ineinander gefügt waren. Der untere Teil des Brunnens hatte eine Höhe von etwa 1 m und war noch so gut erhalten, dass die Hölzer nach der Bergung wieder zusammengestellt werden konnten. Der Grund war ca. 5 cm hoch mit Tonmergel bedeckt. Dies diente vermutlich dazu, für klares Wasser zu sorgen und beim Schöpfen den Sand fernzuhalten. Um den Brunnenschacht herum zeigten sich Spuren einer runden Baugrube von etwa 4 m Durchmesser, die nach der Anlage des Brunnens wieder verfüllt wurde. Über den Aufbau des zweiten Brunnens konnte Bänfer nichts mehr in Erfahrung bringen.
Im Jahre 1939 stieß man etwas weiter südlich beim Sandabbau auf eine mit dunklem Boden verfüllte Grube, die 1,50 m unter die Erdoberfläche reichte. Man fand auch zwei Pfostensetzungen. Im Bereich dieses nicht näher zu interpretierenden Komplexes und in seiner Umgebung fanden sich zahlreiche Scherben mittelalterlicher Keramik. Zumeist handelt es sich um Kugeltöpfe. Zwei Jahre später wurde ein Brunnen entdeckt, dessen Schacht aus einem ausgehöhlten Eichenstamm gebildet wurde. Er reichte ca. 2,25 m unter die Erdoberfläche und war noch bis zu einer Höhe von 0,82 m über der Basis erhalten. Sein Durchmesser, der sich nach oben hin weitete, betrug außen 0,90 m und innen 0,60 m. Der Brunnenrest wurde vollständig ausgegraben.
Das Scherbenmaterial, das im Bereich der beschriebenen Siedlungsspuren oder auch beim Sandabbau ohne konkreten Zusammenhang in der unteren Zone des Mutterbodens gefunden wurde, stammt überwiegend von Kugeltöpfen des 10. oder 11. Jahrhunderts. Ältere und auch jüngere Keramik, Faststeinhzeug des 13. Jahrhunderts und Siegburger Steinzeug des 14. Jahrhunderts findet sich aber ebenfalls in Form einzelner Fragmente. An nichtkeramischen Funden erwähnt Bänfer lediglich drei Rinderknochen aus dem Brunnen von 1929 und ein einzeln gefundenes Stück Eisenschlacke.
Insgesamt gesehen sind die archäologisch greifbaren Spuren von Burg und Stadt Nienbrügge ebenso dürftig wie die historische Quellenlage. Aus dem Bereich am Südufer der Lippe, wo die Stadt Nienbrügge gelegen haben soll, sind lediglich einige Einzelfunde bekannt. Es handelt sich dabei allerdings in erster Linie um Reitersporen, Hufeisen und Waffenteile, die in einfachen bäuerlichen Siedlungen üblicherweise fehlten, in Burgen oder Städten dagegen häufiger vorkommen. Damit können diese Funde mit Nienbrügge in Verbindung stehen.
Dies gilt auch für die Geländemerkmale, die im 19. Jahrhundert hier beobachtet worden sind. Vielleicht handelt es sich um Spuren ehemaliger Bebauung oder um Reste von Befestigungsanlagen, wie sie bei einer Stadtsiedlung üblich waren. Auffällig ist der Umstand, dass sich das fragliche Gebiet südlich der Lippe in der Lippeaue befindet, also in einem hochwassergefährdeten Bereich. Die von Essellen beschriebene Einteilung des Areals in erhöht liegende Felder vermag dies kaum zu relativieren.
Die weiter westlich in der Sandgrube Drees festgestellten Brunnen und Scherben stammen offensichtlich aus einer Zeit etwas vor der Gründung Nienbrügges und können somit nicht Teil der Stadt sein. Sie liegen auf der hochwasserfreien Terrasse und belegen, dass dieser Abschnitt des Lippeufers im frühen und hohen Mittelalter bereits erschlossen und besiedelt war.
Der 1877 abgetragene, auf dem nördlichen Lippeufer gelegene Hügel mit den Überresten eines offenbar durch Feuer zerstörten Turmes und dem Brunnen war sicher Teil der Burg Nienbrügge. Auch das leider so gut wie vollständig verloren gegangene, in den Berichten Essellens aber gut beschriebene Fundmaterial bestätigt diese Annahme. Der gräftenartige Graben im Bereich des Steinwinkels, in dem Steintrümmer beobachtet wurden, könnte ebenfalls zu Nienbrügge gehören.
Durch den zeitlichen und historischen Kontext ist Nienbrügge auf das engste mit der Burg auf dem Isenberg bei Hattingen verbunden. Beide waren im Besitz des Grafen Friedrich von Altena, der sich seit 1217 Graf von Isenberg nannte. Wie Nienbrügge wurde auch die Isenburg nach der Ermordung des Erzbischofs Engelbert 1225 zerstört. Die Isenburg war eine mit eindrucksvollen Steingebäuden ausgebaute Anlage von 240 m Gesamtlänge. In der Oberburg wurden ein mächtiger Wehrturm, Wirtschaftsgebäude und eine Kapelle freigelegt. Im Palasbereich residierte der Burgherr mit seiner Familie. Die Vorburg war durch einen Torbau gesichert und beherbergte verschiedene Handwerksbetriebe, darunter Anlagen zur Eisenverhüttung und zum Kalkbrennen. 557 m lang war die steinerne Ringmauer, die die Burg befestigte. Die noch erhaltenen Mauerreste zeigen Spuren des gewaltigen Aufwands, den die Eroberer betrieben haben, um die Burg dem Erdboden gleichzumachen.
Im Hammer Gustav-Lübcke-Museum werden zur Ergänzung der Funde von Nienbrügge einige Objekte gezeigt, die bei den Ausgrabungen in der Isenburg seit 1970 entdeckt worden sind. Hinzuweisen ist besonders auf den vergoldeten Ziernagel aus Bronze mit Adlerdarstellung, der in den Beschreibungen Essellens von 1877 eine genaue Parallele findet, sowie auf Architekturteile aus vulkanischem Tuffgestein, die von Essellen ebenfalls erwähnt werden. Aus Basaltlava besteht ein großer Mühlstein von 94 cm Durchmesser; Fragmente aus diesem Material sind auch unter den erhaltenen Nienbrügger Funden.
Hofrat Essellen war, wie bereits erwähnt, begeisterter Römerforscher. Eines seiner Hauptinteressen war die Suche nach Aliso, jenem berühmten Römerlager, das gemäß den antiken Autoren nach der Varusschlacht 9 n. Chr. als einziges dem germanischen Ansturm widerstehen konnte. Essellen war überzeugt, dass Aliso auf dem Gelände von Nienbrügge zu lokalisieren sei, eine Ansicht, mit der auch andere Forscher, z. B. Wilhelm von der Marck, sympathisierten. Als Beweis wurde eine Verkettung von topographischen Indizien, Interpretationen von Ortsnamen und archäologischen Faktoren aufgestellt, wobei zumindest letztere einer genauen Überprüfung nicht standhalten. So stuften Essellen und von der Marck, teilweise in Anlehnung an den damaligen Forschungsstand, einige der beiderseits der Lippe entdeckten Funde, Hufeisen, Sporen, eiserne Pfeilspitzen, Tonscherben, die ohne Zweifel aus dem Mittelalter stammen, und sogar eine der in der Nähe der Krausen Linde gefundene bronzezeitliche Lanzenspitze als römisch ein. Besonders die Nienbrügger Stücke aus vulkanischem Gestein, das in der Lippegegend nicht natürlich vorkommt und aus dem Rheinland herbeitransportiert worden sein muss, führten sie auf die Römer zurück. Heute ist jedoch klar, dass es in den Römerlagern in Westfalen keine steinernen Gebäude gab. Durch die entsprechenden Funde von der Isenburg bei Hattingen ist aber die Verwendung ortsfremden, rheinischen Vulkangesteins in der mittelalterlichen Architektur und für Geräte wie Mühlsteine belegt.

## Nienbrügge in der Literatur
Im Jahre 2005 erschien der Historische Roman Hagen vom Northof von Frank Mattern. Er beginnt Anfang des dreizehnten Jahrhunderts. Hagen, der älteste Sohn eines freien Bauern, wächst zusammen mit den Zwillingskindern des Grafen von Isenberg auf, Friedrich und Kriemhild. Mit Friedrich verbindet ihn eine enge Freundschaft, in Kriemhild verliebt er sich schon in jungen Jahren. Nachdem sie diese Liebe anfänglich erwidert, stößt sie Hagen zurück und wirft sich in die Arme des späteren Erzbischofs von Köln. So wird aus Liebe Hass, der Erzbischof wird ermordet, die Stadt Nienbrügge ausradiert. Der Autor rückt die Geschehnisse dabei in die Nähe des Nibelungenliedes.